# Halicarcinus
Halicarcinus is een geslacht van kreeftachtigen uit de klasse van de Malacostraca (hogere kreeftachtigen).

## Soorten
- Halicarcinus afecundus Lucas, 1980
- Halicarcinus bedfordi Montgomery, 1931
- Halicarcinus cookii Filhol, 1885
- Halicarcinus coralicola (Rathbun, 1909)
- Halicarcinus filholi (de Man, 1887)
- Halicarcinus ginowan Naruse & Komai, 2009
- Halicarcinus hondai (Takeda & Miyake, 1971)
- Halicarcinus innominatus Richardson, 1949
- Halicarcinus keijibabai (Takeda & Miyake, 1971)
- Halicarcinus krefftii (Hess, 1865)
- Halicarcinus longipes Yang & Sun, 1998
- Halicarcinus lucasi Richer de Forges, 1993
- Halicarcinus messor (Stimpson, 1858)
- Halicarcinus orientalis Sakai, 1932
- Halicarcinus ovatus Stimpson, 1858
- Halicarcinus planatus (Fabricius, 1775)
- Halicarcinus rostratus (Haswell, 1881)
- Halicarcinus setirostris (Stimpson, 1858)
- Halicarcinus tongi Melrose, 1975
- Halicarcinus unidentatus Yang & Sun, 1998
- Halicarcinus varius (Dana, 1851)
- Halicarcinus whitei (Miers, 1876)